# فرودگاه بارسلونت – سینت-پونس
فرودگاه بارسلونت-سینت-پونس (به انگلیسی: Barcelonnette - Saint-Pons Airport) (به زبان بومی: Aéroport de Barcelonnette-Saint-Pons) یک فرودگاه با کد یاتا BAE است . این فرودگاه در شهر بارسلونت کشور فرانسه قرار دارد .